# Flughafen Bahrain

i8
i11
i13
Der Flughafen Bahrain (englisch Bahrain International Airport, IATA-Code: BAH, ICAO-Code: OBBI) ist der einzige Verkehrsflughafen des Königreichs Bahrain und ein wichtiger Luftverkehrsknotenpunkt für den Transitverkehr von Europa in die Nahostregion sowie nach Asien. Der Verkehrsflughafen mit internationalem Rang befindet sich auf Muharraq Island, sechs Kilometer nordöstlich der bahrainischen Hauptstadt Manama. Der Bahrain International Airport ist 24 Stunden am Tag in Betrieb.

## Geschichte

### Anfangsjahre

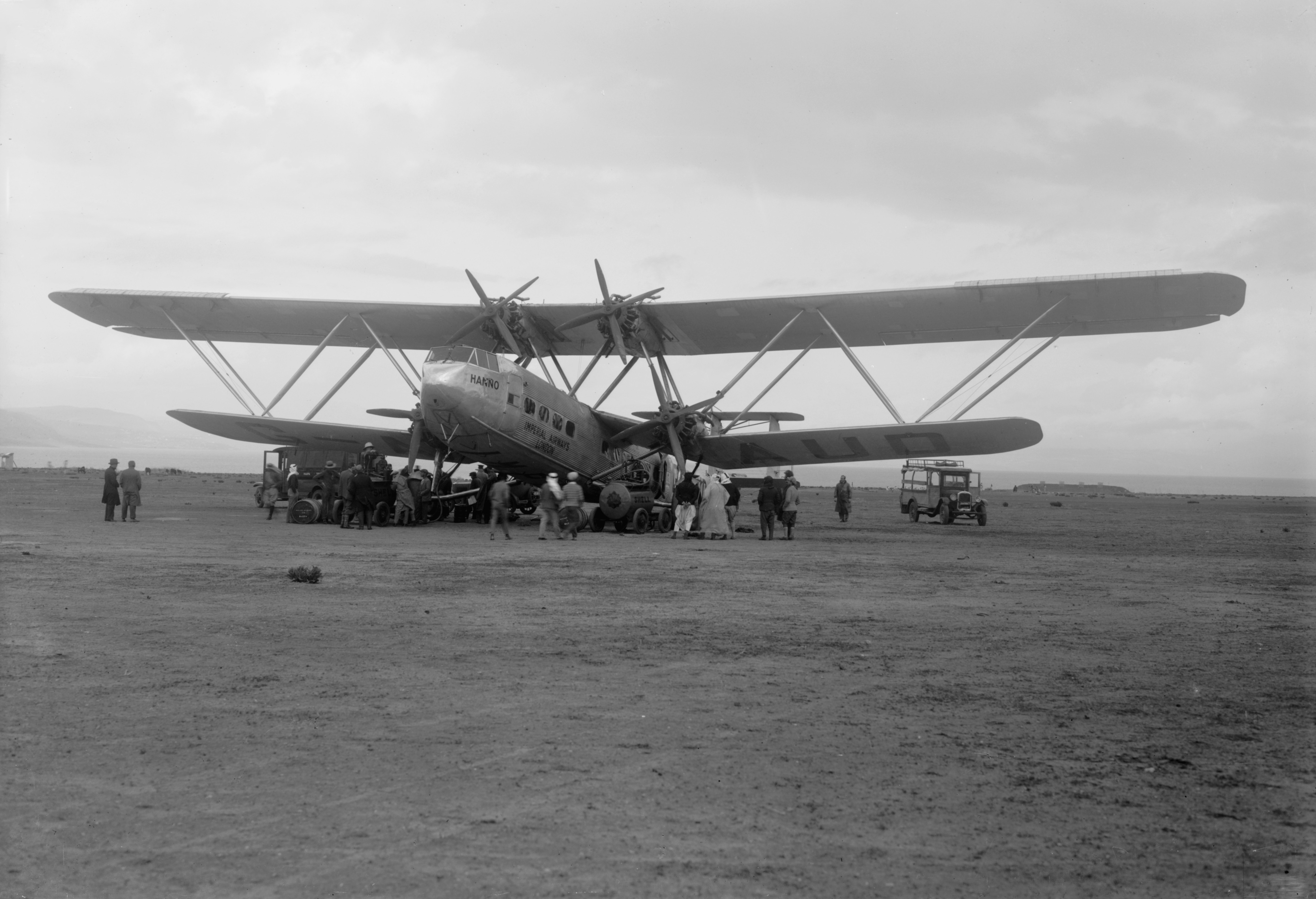
Ein Flugzeug vom Typ Handley Page H.P.42, wie es in der Anfangszeit eingesetzt wurde.

Ein Flughafen an der heutigen Stelle des Bahrain International Airport wurde 1932 im damals noch britischen Bahrain eröffnet. Der erste kommerzielle Flug fand im Oktober 1932 statt. Es handelte sich dabei um eine vom BOAC-Vorläufer Imperial Airways durchgeführte Flugverbindung von London nach Delhi, die unter anderem in Bahrain für einen Zwischenstopp landete. Die Verbindung wurde anfangs mit einer 24-sitzigen Handley Page H.P.42 durchgeführt. Das Flugzeug flog mit einer Durchschnittsgeschwindigkeit von 160 Kilometern pro Stunde und benötigte daher für die Strecke mehrere Tage. Der Eröffnungsflug wurde mit einer Maschine mit dem Namen Hannibal durchgeführt. Durch diese Flugverbindung war der Flughafen von Bahrain der erste internationale Passagierflughafen der Golfregion.
Im Jahr 1936 stockte Imperial Airways die Frequenz der Strecke auf, sodass sie nun zwei statt bisher einmal wöchentlich bedient wurde.
Im Jahr 1937 wurde die Verbindung auf den Verkehr mit Wasserflugzeugen des Typs Short Empire umgestellt. Diese konnten nicht auf Land landen, so dass man an der Stelle, wo heute der Marina Club liegt, einen Wasserflughafen errichtete, der den Namen Bahrain Marine Airport trug. Die Stelle liegt ungefähr fünf Kilometer Luftlinie vom Flughafen entfernt. Der Flughafen geriet durch diesen Schritt aus dem Fokus des Interesses und wurde nur noch eingeschränkt genutzt. Die Flugbootverbindung hielt sich bis Anfang der 1950er Jahre. Das Netzwerk wurde ausgebaut, so dass neben London zum Beispiel auch Karatschi, Singapur, Hongkong oder Sydney angeflogen wurden.

### Nutzung durch die Royal Air Force
Wegen des Zweiten Weltkrieges wurde der Flughafen von Bahrain von der Royal Air Force zum Militärflugplatz umgebaut. Nach zahlreichen Investitionen konnte er am 22. Mai 1943 in Betrieb gehen. Einige Flugzeuge waren jedoch schon vorher am Flughafen stationiert worden. Im Jahr 1963 wurde die RAF-Basis in Royal Air Force Station Muharraq, kurz RAF Muharraq, umbenannt. Muharraq war der letzte britische Luftstützpunkt am Persischen Golf. Er wurde bis 1971 genutzt. Die Basis ist noch heute, wenn auch eingeschränkt, in Betrieb und wird durch die Streitkräfte Bahrains und die US Navy genutzt.

### Rückkehr des Zivilluftverkehres
Im Jahr 1950 wurde der in den Hintergrund geratene Zivilluftverkehr wiederbelebt. Gleich zwei Ereignisse fachten in diesem Jahr den Zivilluftverkehr wieder an. Einerseits bediente der Nachfolger der Imperial Airways, die BOAC, Bahrain wieder mit Zivilflügen. Zunächst wurde eine Flugstrecke von Bahrain über etliche Zwischenstopps nach London dreimal wöchentlich bedient. Auf der Strecke kamen Flugzeuge des Typs Canadair North Star zum Einsatz, welche 60 Passagieren Platz boten. Ein weiteres wichtiges Ereignis des Jahres 1950 war die Gründung der Gulf Aviation Company, der heutigen Gulf Air, am 24. März. Die Fluggesellschaft, die damals ausschließlich die Golfregion bediente, hatte seit 1951 die BOAC als Hauptaktionär, welche auch die Strecke Bahrain-London bediente. Diese Rolle nahm die BOAC bis 1970 ein. Gulf Aviation Company besaß zur Gründung ein gebrauchtes Flugzeug, doch nur zwei Jahre später verfügte Gulf Aviation Company über eine Flotte von vier Flugzeugen des Herstellers De Havilland und vier Douglas DC-3.
Nach der Betriebsaufnahme 1950 stieg in den Folgejahren das Flugangebot ab Bahrain steil an, dessen Flughafen weiterhin auch durch die Royal Air Force genutzt wurde. Die Royal Air Force hatte den Flughafen während des Krieges und danach erheblich ausgebaut, auch in die Passagieranlagen hatten andere Organe Geld fließen lassen. Deshalb war der Flughafen in dieser Zeit der modernste und am besten ausgebaute Flughafen in der gesamten Region, der über Landebahnbefeuerung, eine gute Start- und Landebahn, gute Passagieranlagen und Funkanlagen verfügte. Anfang der fünfziger Jahre kamen so auch neue Verbindungen unter anderem von Middle East Airlines (MEA), Air India, Air Ceylon und Iran Airways zu Stande. Bahrain begann sich zu einem wichtigen Knotenpunkt in Nahost zu entwickeln.
Im Jahr 1954 wurde Bahrain, das zu dieser Zeit der wichtigste Knotenpunkt in der Golfregion und ein wichtiger Zwischenstopp auf Langstreckenflügen war, wobei diese Umstände bei der Wahl Bedeutung hatten, zur Zentrale der Luftraumüberwachung des Golfes ausgewählt, weshalb in neue Navigationssysteme investiert wurde. Kurz darauf brach in Bahrain das Jetzeitalter an. Erste Düsenverkehrsflugzeuge in Bahrain waren etwa die De Havilland DH.106 Comet aus britischer Produktion oder die Boeing 707. Diese neuen und modernen Flugzeuge benötigten für einen längeren Flug weniger Zwischenstopps als die zuvor eingesetzten Propellerflugzeuge, woraufhin Zwischenlandungen bei Langstreckenflügen mit der Umstellung radikal gekürzt wurden. Bahrain aber konnte weiterhin als Zwischenstopp fungieren und fiel nicht den Kürzungen zum Opfer.
Die Lage am Flughafen Bahrain war so gut, dass der Flughafen weiter expandierte, um weiterhin die Attraktivität für Fluggesellschaften mit Langstreckenflügen zu bewahren, die in Bahrain weiterhin eher auch aus technischen Gründen landeten. Im Dezember 1961 ging deshalb ein neues Passagierterminal in Betrieb.
Im Jahr 1970 nahm die Gulf Aviation Company für das immer größere Geschäft für Kunden mit dem Flugziel Bahrain eine Strecke nach London auf, die mit Vickers VC10 durchgeführt wurden. Trotz dieser Investitionen wurde kurz darauf erneut ausgebaut, um die Stellung zu behalten und die Attraktivität für Stop-Over-Gesellschaften weiter zu gewähren. So wurde im Dezember 1971, gerade einmal zehn Jahre nachdem man ein neues Terminal eröffnet hatte, ein weiteres Terminal am Flughafen mit den zugehörigen Vorfeldern eröffnet. Die Vorfelder waren dafür ausgelegt, auch vier Boeing 747 aufzunehmen, die zunehmend auch auf den Langstreckenflügen nach Fernasien und Australien Einzug hielten und somit auch den Flughafen Bahrains bevölkerten, an dessen Nutzung weiterhin viele Fluggesellschaften festhielten. Die Passagieranlagen und das Vorfeld verschlangen einen Großteil des bahrainischen Staatshaushaltes, die Investition rentierte sich wegen guter Auslastung jedoch schnell. Mit der Zeit hatte sich der Verkehr mehr auf das Ziel Bahrain fokussiert und entwickelt, womit die Funktion als Zwischenstopp in der Gesamtbilanz stark nachließ und Bahrain selbst ein sehr wichtiges Flugziel wurde.
Dennoch waren diese Zwischenstopps für den Flughafen von großer Bedeutung. Da jedoch die Flugzeiten der Verbindungen meist ähnlich angesetzt waren, kam es zu einer stark konzentrierten Spitzenverkehrszeit, bei der gleich mehrere Langstreckenflugzeuge, darunter auch einige Jumbojets, auf dem Flughafen Bahrain einen Zwischenstopp einlegten. Deshalb wurde nochmals erweitert. Die Erweiterungen gingen 1976 in Betrieb.
Ein weiterer Schritt der Entwicklung Bahrains als Luftverkehrsdrehkreuz war die Multinationalisierung der Gulf Aviation Company. Nachdem die Regierungen der Staaten Abu Dhabi, Bahrain, Oman und Katar im Jahr 1973 Anteile an der BOAC, Muttergesellschaft der Gulf Aviation Company, erworben hatten, folgte 1974 ein Besitzerwechsel der Gulf Aviation Company. Die zuvor genannten Golfstaaten waren ab sofort gemeinsame Eigentümer der Gulf Aviation Company, die nach der Übernahme ihren Namen wechselte und seither als Gulf Air firmiert. Gulf Air war damit die gemeinsame Staatsfluggesellschaft mehrerer Staaten. Dies zog eine starke Expansion nach sich und eine Eröffnung von neuen Basen in den beteiligten Staaten. Bahrain würde jedoch seine Funktion als zentrales Drehkreuz beibehalten.

### Concorde-Verbindung und weiteres Wachstum
Im Jahr 1976, inzwischen war das Flugziel Bahrain an sich wirtschaftlich interessant geworden, erfolgte sogar der Startschuss einer Überschall-Linienverbindung der British Airways mit einer Concorde von Bahrain nach London-Heathrow. Es war neben der Air-France-Verbindung von Paris über Dakar nach Rio de Janeiro die erste Linien-Concorde-Überschallverbindung und die erste British-Airways-Concorde-Verbindung überhaupt. Vorausgegangen war neben der Planung bereits am 14. Oktober 1975 der Start für die Buchungsmöglichkeiten. Der gemeinsame Aufnahmetag beider Verbindungen war schließlich der 21. Januar 1976. British Airways setzte ihre Concorde mit dem Kennzeichen G-BOAA ein. Der Flug benötigte für die gesamte Strecke beim Eröffnungsflug vier Stunden und sechs Minuten. Dass British Airways und Air France ihre Concorde nicht auf den wirtschaftlich interessanten Strecken nach Amerika einsetzte, lag schlicht und einfach daran, dass die US-amerikanischen Behörden Concorde-Flüge vorerst nicht genehmigt hatten und die Betriebserlaubnis nach vielen Verhandlungen erst im Jahr 1977 vorlag. Somit mussten die beiden Fluggesellschaften andere Beschäftigungsmöglichkeiten für ihre Überschalljets finden, so dass Bahrain angeflogen wurde. Wären Flüge in die USA ab dem ersten Betriebstag der Concorde möglich gewesen, so wäre Bahrain wohl niemals Concorde-Ziel geworden.
Am 26. Oktober 1977 gab Singapore Airlines bekannt, dass sie mit British Airways übereingekommen sei, die Concorde-Strecke London-Bahrain dreimal wöchentlich nach Singapur zu verlängern. Diese Flugplanänderung trat dann mit dem 9. Dezember desselben Jahres in Kraft. Diese Verbindung hatte jedoch nicht lange Bestand, denn schon am 13. Dezember verbot Malaysia der Concorde, seinen Luftraum zu durchfliegen. Wiederum lagen, wie bei vielen anderen Staaten, z. B. den Vereinigten Staaten, Sicherheitsbedenken vor. Die Singapurverbindung über Bahrain musste deshalb schon nach drei Hin- und Rückflügen eingestellt werden.
Nachdem man sich mit den malaysischen Behörden geeinigt hatte, wurde die Verbindung der British Airways von London über Bahrain nach Singapur am 24. Januar 1979 wieder aufgenommen, gut etwas mehr als ein Jahr nach der Einstellung.
Jedoch stand es um die Wirtschaftlichkeit wie bei den anderen Concorde-Verbindungen auch bei der London-Bahrain-Singapur-Verbindung nicht gut. Wegen tiefroter Zahlen entschloss man sich, den Betrieb auf der Route einzustellen.

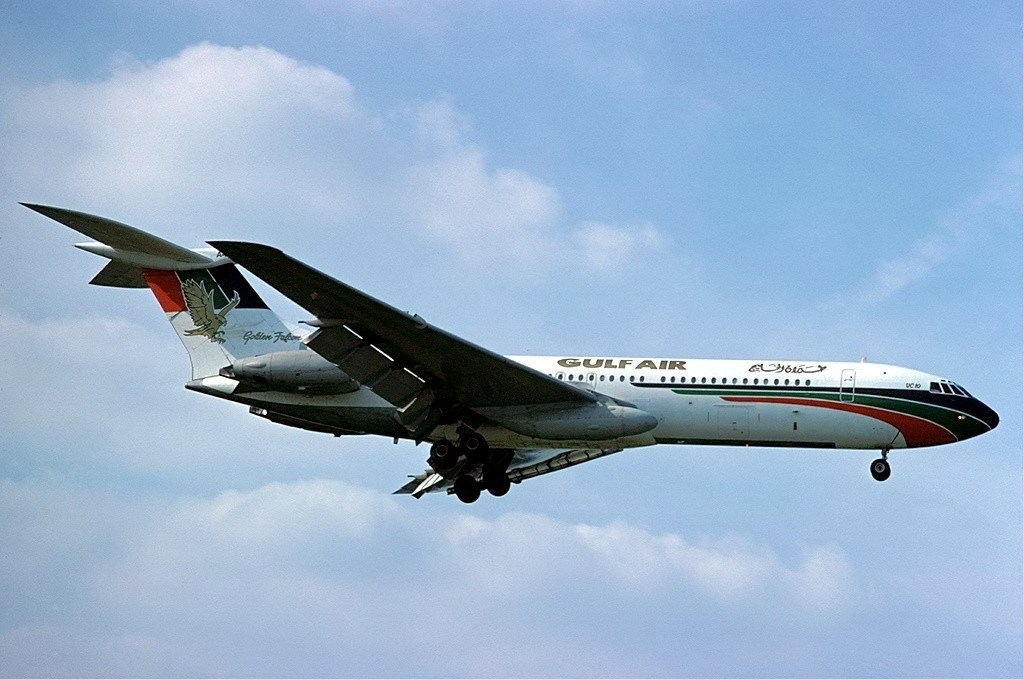
Eine Vickers VC10 der Gulf Air im Jahr 1977

Ebenfalls 1976 wurde die Gulf Air-Flotte erheblich aufgestockt. So schaffte die in Bahrain ansässige und auf Flüge nach Bahrain und auch teilweise auf Umsteiger ausgerichtete Gesellschaft Flugzeuge der Typen Lockheed L-1011 TriStar und Boeing 737 an. Parallel wurde die Angestelltenzahl auf 4000 gesteigert. Durch diese Kapazitätssteigerung war es Gulf Air nun möglich, neue Strecken ins Programm aufzunehmen. Somit eröffnete Gulf Air neue Flugverbindungen von Bahrain nach Amman, Amsterdam, Athen, Baghdad, Bangkok, Beirut, Kairo, Colombo, Delhi, Dhaka, Hongkong, Dschidda, Khartum, Larnaca, Manila, Paris, Ras Al Khaimah im gleichnamigen Emirat sowie nach Sanaa.
Im Jahr 1981 wurde Gulf Air Mitglied der International Air Transport Association (IATA). Im Jahr 1983 konnte man nach diplomatischen Verhandlungen das Flugziel Riad in Saudi-Arabien aufnehmen. Gulf Air war damit die erste internationale Fluggesellschaft, die in der Hauptstadt Riad landen durfte.
Im Jahr 1983 wurde die damals einzige Start- und Landebahn saniert. Sie erhielt einen neuen Belag aus Asphalt sowie eine neue Befeuerung.
Im Jahr 1988 übernahm Gulf Air eine erste Boeing 767 und stockte das Liniennetz um weitere Verbindungen wie zum Beispiel Frankfurt auf. Weitere Strecken wurden in der Folgezeit eröffnet, so zum Beispiel eine neue Strecke nach Australien.

### Ausbau Anfang der 1990er Jahre
Bereits in den 1980er Jahren waren die Tankstopps verschiedener Fluggesellschaften entfallen. So agierte der Flughafen von Bahrain nur noch mit Flügen von und nach Bahrain sowie Umsteigeverbindungen. Neben dem Umsteigeverkehr in die Golfregion wurde auch immer mehr der Markt mit Transitflügen von Europa über Bahrain nach Asien und Australien, wofür der Flughafen und andere in der Golfregion geographisch starke Vorteile haben, zum wichtigen Standbein und Segment der in Bahrain angesiedelten Gulf Air. Entsprechend hoch war somit der stark wachsende Anteil von Transitpassagieren am Bahrain Airport.
Die Verantwortlichen entschieden sich zu einem Terminalneubau, um das in die Jahre kommende Fluggastgebäude zu ersetzen und den Flughafen für die neuen Bedürfnisse anzupassen. Dieser Neubau wurde 1994 fertiggestellt. Er verfügt bis zum Ausbau Ende des folgenden Jahrzehnts über 42 Check-in-Schalter, 14 Gates, wovon sieben mit Fluggastbrücken ausgestattet sind, und sieben Gepäckbänder. Die Umsteigezeit zwischen zwei internationalen Flügen liegt bei dem neuen Terminal bei mindestens 45 Minuten.

### Weiteres Wachstum im 21. Jahrhundert und Privatisierung
Der Flughafen von Bahrain begann nach der Jahrhundertwende mit großen Ausbauten und Sanierungsmaßnahmen. Grund dafür war unter anderem, dass der Bau aus dem Jahr 1994 nicht mehr mit den stark gestiegenen Passagierzahlen mithalten konnte. Andere Modernisierungen und Neubauten hatten ein überlastetes Start- und Landebahnsystem und veraltete Anlagen zur Ursache.
Als erster Teil dieses Programms wurde 2005 eine neue Start- und Landebahn parallel zur bestehenden errichtet, die mit ihrer Länge von rund zweieinhalb Kilometern Flugzeuge von der Größe bis zum Airbus A340 oder der Boeing 777 aufnehmen kann. Die Landebahn ging im Februar 2005 in Betrieb.
Dann wurden weitere Pläne zum Ausbau laut, zunächst sollte die Kapazität des Flughafens in einem dreiphasigen Projekt zuerst auf 15 Millionen Passagiere im Jahr gesteigert werden und Jahrzehnte später 45 Millionen Fluggäste im Jahr betragen. Der Ausbau auf 15 Millionen Passagiere sollte ermöglicht werden, indem man das bestehende Terminal erweitert und somit die Nutzfläche verdoppelt. Der Ausbau kostete rund 80 Millionen Bahrain-Dinar. Ende 2005 wurde dann ein Baubeginn für Ende 2006 angekündigt, jedoch wurde der erste Spatenstich zum Terminalausbau aus nicht genannten Gründen abgesagt.
Zum Zeitpunkt des zuvor geplanten Ausbauprogramms wurde im November 2006 ein neuer Plan, der dem alten sehr ähnlich war, der Öffentlichkeit vorgestellt. Diesmal war wieder die Rede davon, die Kapazität des Terminals wie vorher geplant durch eine Verdoppelung der Grundfläche ebenfalls auf 15 Millionen Passagiere zu steigern. Jedoch war zum Vorgängerplan einiges geändert worden. Der konkrete Plan beinhaltete diese Vergrößerung, die neben der Terminalerweiterung, bei der auch die Anzahl der Fluggastbrücken von 7 auf 14 verdoppelt werden und die Anzahl der Parkpositionen von 46 auf 64 gesteigert werden sollte, sowie etliche andere kleinere Baumaßnahmen vorsah. Weiterhin sah dieser Plan vor, dass sich die Gesamtkosten für den Ausbau auf 126 Millionen Bahrain-Dinar belaufen sollten, die Bauarbeiten im Jahr 2008 beginnen und schon 2010 fertiggestellt sein sollten. Jedoch wurde dieses Projekt auch nicht wie geplant durchgeführt, sondern auf Eis gelegt.
Grund war wohl, dass man sich inzwischen für die Idee eines von einem privaten Unternehmen betriebenen Flughafens Bahrain erwärmt hatte. Deshalb war man sich einig, ein Privatunternehmen für den Flughafen verantwortlich zeichnen zu lassen. Dafür hatte sich 2008 die private Bahrain Airport Company (abgekürzt BAC) gegründet, die eine Übernahme des Flughafens und dann anschließend ein Ausbauprogramm anstrebte. Im März 2008 verkündete man, dass man Bahrain Airport Company die Verantwortung übergeben wolle; das Unternehmen hatte angeboten, den Flughafen mit 300 Millionen Bahrain-Dinar auszubauen. Bisher war die Behörde Civil Aviation Affairs für den Bahrain International Airport zuständig.
In der Zwischenzeit, kurz nachdem man die neugebaute Start-und-Lande-Bahn in Betrieb genommen hatte, wurde am Bahrain Airport die bestehende Bahn außer Betrieb genommen und komplett saniert, um dann im Juli 2007 wiedereröffnet zu werden. Außerdem wurde im gleichen Zeitraum ein neuer Tower errichtet, der 2006 den Betrieb aufnahm.
Im Mai 2008 wurde dann ein kleiner Ausbau am Vorfeld begonnen, der die Errichtung von neun neuen Abstellpositionen für Flugzeuge der Größenordnung Airbus A330, Airbus A340, Boeing 747 und Boeing 777 beinhaltete. Die Bauzeit betrug 60 Wochen.

Altes Logo des Bahrain international Airport, bis zur Übernahme durch BAC

In der Folgezeit wurden Vorbereitungen getroffen, um die Übernahme durch die Bahrain Airport Company zu gestalten. Die neugegründete Gesellschaft musste sich ihrerseits auf die anstehenden Aufgaben vorbereiten, wozu man unter anderem am 23. Januar 2010 eine Kooperationsvereinbarung mit dem Flughafen München unterzeichnete, bei dem der bayrische Flughafen mit seiner Erfahrung die Gesellschaft vor allem im Management und Ausbau unterstützen sollte. Daneben warb die Bahrain Airport Company zum Beispiel Mitarbeiter der bahrainischen Luftfahrtbehörde an und analysierte die bestehenden Verträge mit Fluggesellschaften usw. Die Bahrain Airport Company erklärte ihre Pläne, den Bahrain International Airport bis zum Jahr 2013 ausgebaut zu haben. Im Jahr 2009 wurde dieser Termin verkündet; zu dieser Zeit lag die Fluggastzahl pro Jahr bei zirka neun Millionen Passagieren. Das Terminal wurde für sieben Millionen Fluggäste im Jahr ausgelegt.
Am 1. März 2010 wurde dann schließlich die Übernahme der Betreiberfunktion durch die Bahrain Airport Company vollzogen, ein hundertprozentiges Tochterunternehmen des bahrainischen Konzerns Mumtalakat Holding Company.
Jedoch verschob auch die Bahrain Airport Company die Eröffnung einer Terminalerweiterung. Im Juni 2011 gab sie bekannt, dass sie einen Vertrag mit dem Unternehmen Dar Al Handasah unterzeichnet hatte, der zunächst eine neunmonatige Planungs- und Vorbereitungsphase beinhaltete, die mit 11,6 Millionen Dollar in die Bilanz eingeht, und dann eine anschließende Bauphase, die bis 2015 dauern soll. Somit sollte die Erweiterung, die jetzt vorerst 13,5 Millionen Passagiere im Jahr in Bahrain ermöglichen soll, 2015 in Betrieb gehen.

## Anlagen

### Fluggastgebäude
Der Flughafen verfügt über ein Passagierterminal mit einer Kapazität von 10 Millionen Passagieren im Jahr und ein Vorfeld mit 37 Parkpositionen für Verkehrsflugzeuge. Darüber hinaus befinden sich am Flughafen einige Wartungsanlagen.
Das Fluggastgebäude des Bahrain International Airport stammt aus dem Jahr 1994. Es wird derzeit gründlich modernisiert und sollte bis 2015 um einen Satelliten ergänzt werden.
Es gibt eine zentrale Halle für Check-In, Sicherheitskontrollen sowie Passschalter und die Gepäckausgabe. Hinter dieser befindet sich ein etwa 400 bis 500 Meter langes Abfertigungsgebäude parallel zu den beiden Start- und Landebahnen. In diesem Gebäude existieren neun Gates mit Fluggastbrücken in einer Reihe und daneben weitere Gates, von denen aus die Passagiere zu ihren Flugzeugen befördert werden, die auf weiteren in der Nähe befindlichen Parkpositionen südöstlich und nordwestlich des Abfertigungsgebäudes geparkt sind. Insgesamt gibt es so 17 Gates. Die Gepäckförderanlage kann pro Stunde 3000 Gepäckstücke bewältigen.
Im Terminal, dessen Gesamtfläche 51.000 Quadratmeter beträgt, sind zahlreiche Geschäfte, Restaurants, Cafés, Serviceräume und Vergnügungsareals zu finden. Das Terminal ist komplett barrierefrei. Daneben haben hier auch Gebetsräume und Lounges Platz gefunden. Im Gebäude wird kostenfreies Wireless-Internet angeboten.

Das Terminal des Bahrain International Airport verfügt momentan über fünf Flughafenlounges für Premiumpassagiere, die größtenteils der Gulf Air gehören. 2005 wurden zwei neue Lounges eröffnet, welche eine Fläche von 200 Quadratmetern beziehungsweise 700 Quadratmetern haben. Eine dieser beiden Lounges gehört der Cathay Pacific, die andere dem Flughafenbetreiber, der sie verschiedenen Fluggesellschaften gegen Bezahlung zur Verfügung stellt.

Für muslimische Fluggäste gibt es am Flughafen Gebetsräume, wobei für Frauen und Männer separate Räume vorgehalten werden. Gebetsräume befinden sich sowohl auf der Abflugebene als auch in der Ankunftsebene.
Der Flughafen verfügt außerdem mit Stand 2006 über drei Frachtgebäude mit einer Kapazität von 146.794 Tonnen im Jahr.

### Tower
Der derzeitige Tower des Bahrain International Airport wurde auf einer Grundfläche von 580 Quadratmetern errichtet und verfügt bei einer Höhe von 49,5 Meter über 12 Stockwerke. In dem Gebäude befindet sich im Erdgeschoss eine Rezeption sowie in einer der oberen Etagen eine Aussichtsplattform, die auch Besuchern zugänglich ist. Im zwölften und höchstem Stockwerk befindet sich die verglaste Flugsicherungszentrale, von der aus die Fluglotsen das komplette Vorfeld und die Landebahnen im Blick haben.

Die Anlage wurde nach der Bauphase schließlich am 5. Mai 2006 in Betrieb genommen. Die Baukosten betrugen 2,9 Millionen Bahrain-Dinar.

### Start- und Landebahnen
Der Flughafen verfügt über zwei Start- und Landebahnen mit einer Länge von 3956 Metern beziehungsweise 2530 Metern, die parallel zueinander angelegt sind. Die kürzere der beiden Start- und Landebahnen kann Flugzeuge bis zur Größe einer Boeing 777 oder eines Airbus A340 aufnehmen, verfügt jedoch nicht über ein Instrumentenlandesystem (ILS). Die zweite, deutlich längere, Start- und Landebahn kann alle derzeit genutzten Zivilflugzeugmuster aufnehmen und verfügt über ein Instrumentenlandesystem der Kategorie 2.
Die kürzere Piste 12R/30L wurde im Februar des Jahres 2005 in Betrieb genommen. Sie war zuvor in 15 Monaten errichtet worden und hatte Baukosten von 8,9 Mio. Bahrain-Dinar verursacht. Der Eröffnungsflug fand mit einem Airbus A340 der heimischen Gulf Air statt. Die Start- und Landebahn 12R/30L verfügt nicht über ein Instrumentenlandesystem.
Die zweite, längere und breitere Start- und Landebahn 12L/30R ist 3956 Meter lang und 60 Meter breit und kann somit alle gängigen Verkehrsflugzeuge aufnehmen. Sie war über viele Jahre die einzige Runway am Flughafen. Die Bahn wurde ursprünglich 1986 in einem großen Umbauprogramm aus der zuvor am Bahrain International Airport genutzten anderen Start- und Landebahn ausgebaut, verlängert und in den Dimensionen geändert. Nach der Eröffnung der Parallelbahn 2005 wurde diese Bahn geschlossen und modernisiert sowie saniert, wozu ein neuer Belag und neue Technik gehörte, und zusätzlich etwas ausgebaut. Das Projekt der Sanierung schlug mit Gesamtkosten von ungefähr elf Millionen Bahrain-Dinar zu Buche. Bei der Sanierung wurde ein neues Instrumentenlandesystem der Kategorie 2 installiert. Im Juli 2007 wurde die Airbus-A380-taugliche Bahn nach der Sanierung wieder eröffnet.

## Fluggesellschaften und Ziele
Der Flughafen ist das Drehkreuz der staatlichen Fluggesellschaft Gulf Air, die neben Anschluss des Staates Bahrain an das internationale Luftverkehrsnetz und Gastarbeiterflügen auch Transferflüge zwischen Europa, Nahost, Australien und Asien bietet, wobei letzteres Geschäft für das Unternehmen auch extrem wichtig ist. Eine weitere in Bahrain beheimatete Fluggesellschaft war Bahrain Air, die ausschließlich regional tätig war. Daneben fliegen Dutzende anderer Flugverkehrsgesellschaften Bahrain an.
Ein weiteres Geschäft am Flughafen ist Fracht. DHL unterhält am Flughafen ihre Nahostabteilung. Zudem spielt auch die Privatfliegerei eine nicht zu unterschätzende Rolle am Flughafen.

## Zwischenfälle
- Am 12. Juni 1950 flog eine aus Karatschi kommende Douglas DC-4-1009 der Air France (Luftfahrzeugkennzeichen F-BBDE) im Anflug auf den Flughafen Bahrain 5,5 Kilometer vom Zielflughafen entfernt ins Wasser. Von den 52 Insassen wurden 46 getötet. Als beitragender Unfallfaktor wurde Übermüdung der Piloten festgestellt.[51][52]
- Am 14. Juni 1950 flog eine weitere aus Karatschi kommende Douglas DC-4-1009 der Air France (F-BBDM) im Anflug auf den Flughafen Bahrain ins Wasser, nur 1600 Meter vom Unfallort der zwei Tage vorher verunglückten Maschine. Von den 53 Insassen wurden 40 getötet. Als beitragende Unfallfaktoren wurde die fehlende Ausrüstung des Flughafens Bahrain mit geeigneter Nachtflugbefeuerung und Funknavigationshilfen konstatiert.[53][54]
- Am 6. Oktober 1961 wurde die Blackburn Beverley XM110 der Royal Air Force durch eine auf dem Flughafen Kuwait im Frachtraum versteckte Zeitbombe in geparktem Zustand in Bahrain so stark beschädigt, dass keine Reparatur mehr durchgeführt wurde. Personen kamen nicht zu Schaden.[55][56]
- Am 19. August 1979 sprang eine Boeing 707-123B der Cyprus Airways (5B-DAM) nach dem Aufsetzen wieder hoch und setzte danach auf dem Bugfahrwerk auf. Selbiges brach zusammen und beim anschließenden Schleudervorgang wurde die Maschine irreparabel beschädigt. Alle 66 Insassen überlebten den Unfall.[57]
- Am 23. August 2000 wurde ein Airbus A320 der Gulf Air (A4O-EK) nach einem nächtlichen Durchstartmanöver am Flughafen Bahrain durch die räumlich desorientierte Besatzung ins flache Meer gesteuert (CFIT). Dabei kamen alle 143 Insassen, 135 Passagiere und acht Besatzungsmitglieder, ums Leben (siehe auch Gulf-Air-Flug 072).[58]